# Cichladusa guttata
Cichladusa guttata là một loài chim trong họ Muscicapidae.

## Hình ảnh

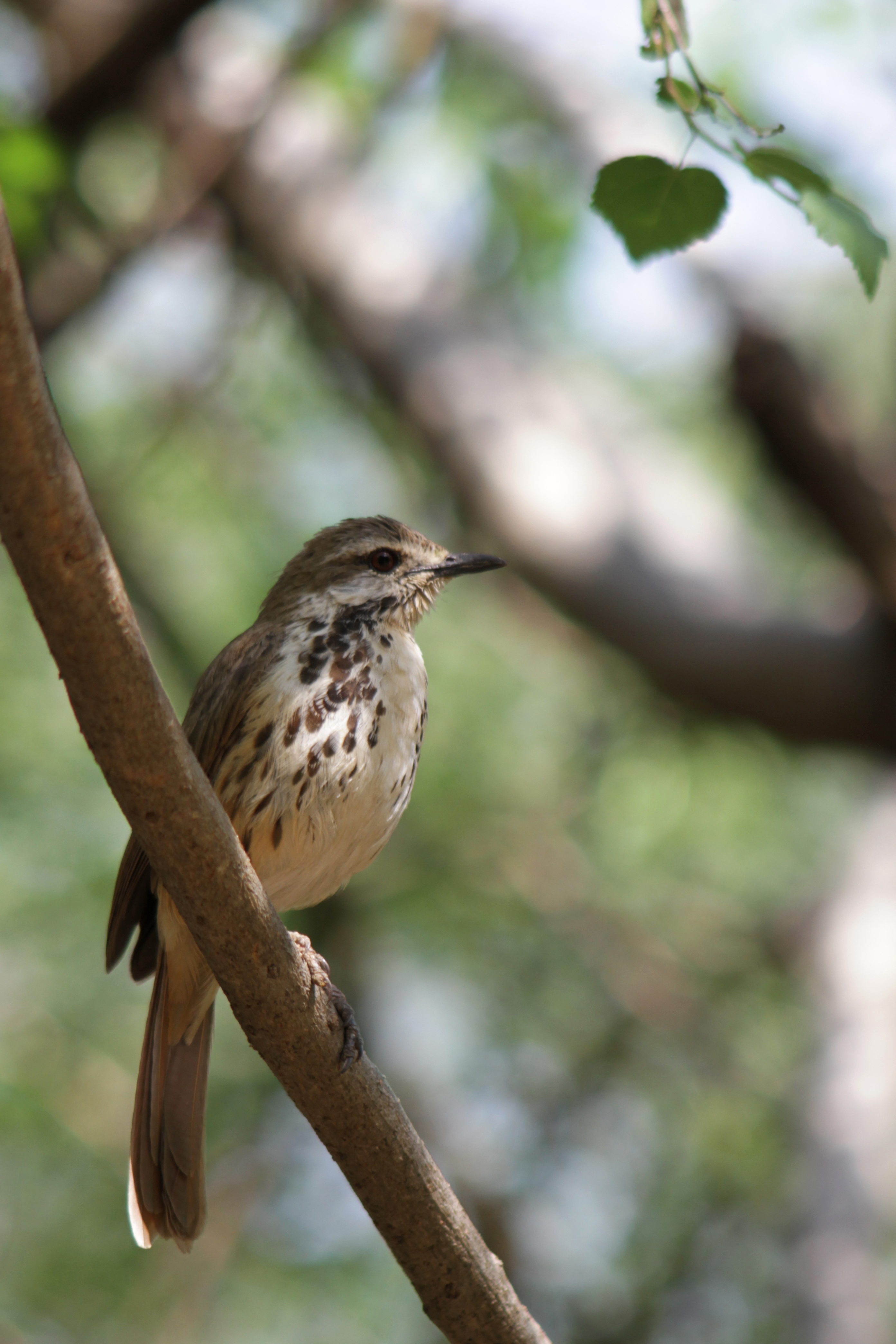
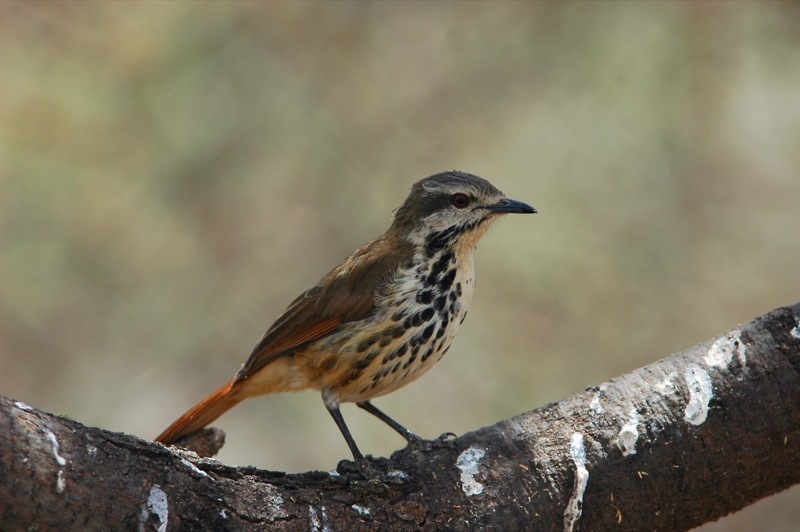